# Merab Kostawa
Merab Kostawa (gruz. მერაბ კოსტავა, ur. 26 maja 1939, zm. 13 października 1989) – gruziński opozycjonista antykomunistyczny pochodzenia megrelskiego, więzień łagrów.
Z wykształcenia był muzykologiem. W 1976 utworzył razem ze Zwiadem Gamsachurdią w radzieckiej Gruzji pierwszą ZSRR republikańską Grupę Helsińską, stawiającą sobie za cel obronę praw człowieka. Organizacja działała krótko, do kwietnia 1977, gdy wskutek aresztowań została rozbita. Sam Kostawa został uwięziony i po procesie w Tbilisi kolejne dziesięć lat spędził w łagrach w Mordowii. Został zwolniony jesienią 1988, po czym natychmiast wrócił do Gruzji i ponownie obok Gamsachurdii stanął na czele demokratycznej opozycji. Zginął w wypadku samochodowym jesienią 1989.
26 października 2013 roku pośmiertnie został odznaczony orderem Narodowy Bohater Gruzji.